# Попович, Джорже
Джорже Попович (серб. Ђорђе Поповић) — югославский художник.

## Биография
Джордже Попович родился в Белграде в 1909. Он окончил начальную и среднюю школу во Франции, а юридический факультет в Белграде. Живописи учился в художественной школе Йована Биелича в период с 1928 по 1930 год, а художественной критикой начал заниматься в 1934 году. Критика была опубликована в газете «Правда», «Республика и борьба». Перед войной, как и его друг из школы Биелича Педжа Милосавлевич служил на дипломатической службе после войны он был советником Комиссии по культурным связям с зарубежными странами.